# Ochotnik (gazeta)
Ochotnik (ros. Доброволец) – kolaboracyjna gazeta Rosyjskiej Armii Wyzwoleńczej podczas II wojny światowej
Gazeta była wydawana od stycznia 1943 r. Redakcja mieściła się na terenie szkoły propagandystów ROA we wsi Dabendorf pod Berlinem. Gazeta była przeznaczona dla wojskowych Rosyjskiej Armii Wyzwoleńczej (ROA). Wychodziła co tydzień. Ostateczny nakład osiągnął 600 tys. egzemplarzy. Funkcję redaktora naczelnego pełnił formalnie gen. Gieorgij N. Żylenkow. Faktycznie gazetę redagował W. Muchin, zaś od poł. 1944 r. kpt. Gieorgij A. Eristow (Sidamon-Eristow). Z redakcją współpracowali m.in. gen. Wasilij F. Małyszkin, P. Siergiejew, N. Granin, płk Wasilij G. Kisielow. Duży wpływ na redakcję posiadał bliski współpracownik gen. Andrieja A. Własowa kpt. Mieletij A. Zykow. W gazecie publikowano artykuły i felietony dotyczące walk „wschodnich” oddziałów wojskowych na służbie niemieckiej czy sytuacji ich żołnierzy. W pierwszym numerze zamieszczono tekst „Deklaracji Smoleńskiej” gen. Andrieja A. Własowa. W numerze, który ukazał się 4 kwietnia 1943 r., opublikowano po raz pierwszy symbolikę, stopnie i znaki wojskowe ROA. W jednym z numerów z 1944 r. poinformowano o przejściu na stronę oddziałów „własowskich” 2 sowieckich lotników, posiadających tytuł Bohatera Związku Radzieckiego, por. Bronisława R. Antilewskiego i kpt. Siemiona T. Byczkowa. Gazeta przestała wychodzić w kwietniu 1945 r.